# Gabriele della Genga Sermattei
Gabriele Cardeal della Genga Sermattei (4 de dezembro de 1801 — 10 de fevereiro de 1861) foi nobre e prelado italiano da Igreja Católica. Foi ordinário da Arquidiocese de Ferrara entre 1834 a 1843. Elevado ao cardinalato em 1836, presidiu a Congregação de Bispos e Regulares e da Disciplina Regular entre 1852 até sua morte, e foi camerlengo do Colégio dos Cardeais entre 1858 e 1859.

## Biografia
Sermattei nasceu em Assis, filho da marquesa Marianna Confidati Sermattei e do conde Filippo della Genga, e, através deste, sobrinho do Papa Leão XII.
Iniciou seus estudos no liceu de Assis. Quando seu pai morreu, seu tio, o Papa, pediu que entrasse para os estudos de Filosofia e Teologia no colégio jesuíta em Orvieto, onde obteve um doutorado in utroque iuris, em Direito Civil e Canônico.
Foi ordenado presbítero em 26 de setembro de 1830, pelo cardeal Dom Giacinto Placido Zurla, OSB Cam, vigário-geral de Roma, e nomeado prelado doméstico de Sua Santidade e cônego da Basílica de Latrão.
Em 29 de julho de 1833, foi preconizado arcebispo titular de Beritos. Recebeu a sagração episcopal em 15 de setembro seguinte, na igreja de Santo Ambrósio Magno, em Roma, das mãos do cardeal Dom Bartolomeo Pacca, bispo de Óstia, assistido por Dom Domenico Genovesi, arcebispo titular de Mitilene, e por Dom Eugênio de Mazenod, OMI, bispo titular de Icósio e futuro santo. Em 13 de junho de 1834, foi eleito assistente ao trono pontifício e, dez dias depois, foi promovido à sé arquiepiscopal de Ferrara.
O Papa Gregório XVI o fez cardeal no consistório de 1 de fevereiro de 1836, recebendo o barrete cardinalício três dias depois e o título de São Jerônimo dos Croatas em 21 de novembro.
Abdicou do governo pastoral da Arquidiocese de Ferrara em 13 de janeiro de 1843 e, três dias depois, foi nomeado legado papal para as províncias de Urbino e de Pisa.
Participou do Conclave de 1846 que elegeu o Papa Pio IX. Sermattei gozava da estima do novo pontífice, que o nomeou para chefiar a comissão de três cardeais a quem confiou o governo de Roma durante sua ausência em Gaeta, de julho de 1849 a abril de 1850.
Em 14 de abril de 1852, assumiu a prefeitura da Congregação dos Bispos e Regulares, ocupando este cargo até 12 de março de 1856, quando foi transferido para a Congregação da Disciplina Regular. Ambos dicastérios foram extintos e correspondem às atuais Congregações para o Clero e para os Institutos de Vida Consagrada e Sociedades de Vida Apostólica.
Foi camerlengo do Colégio dos Cardeais entre 1858 e 1859 e secretário dos Breves Apostólicos a partir de 13 de março de 1860. Foi também grão-chanceler das Pontifícias Ordens Equestres e cardeal protetor das Ordens dos Frades Menores Conventuais e dos Frades Menores Capuchinhos.
Sermattei faleceu aos 59 anos, de um severo derrame cerebral. De acordo com seu testamento, seu corpo foi exposto e sepultado na igreja de São Lourenço em Lucina. O Papa Pio IX atendeu aos seu funeral.